# Ford Model C (Europa)
Ford Model C – samochód osobowy klasy kompaktowej produkowany przez brytyjski oddział koncernu Ford Motor Company (Ford of Britain) w latach 1934–1937.

## Historia i opis modelu

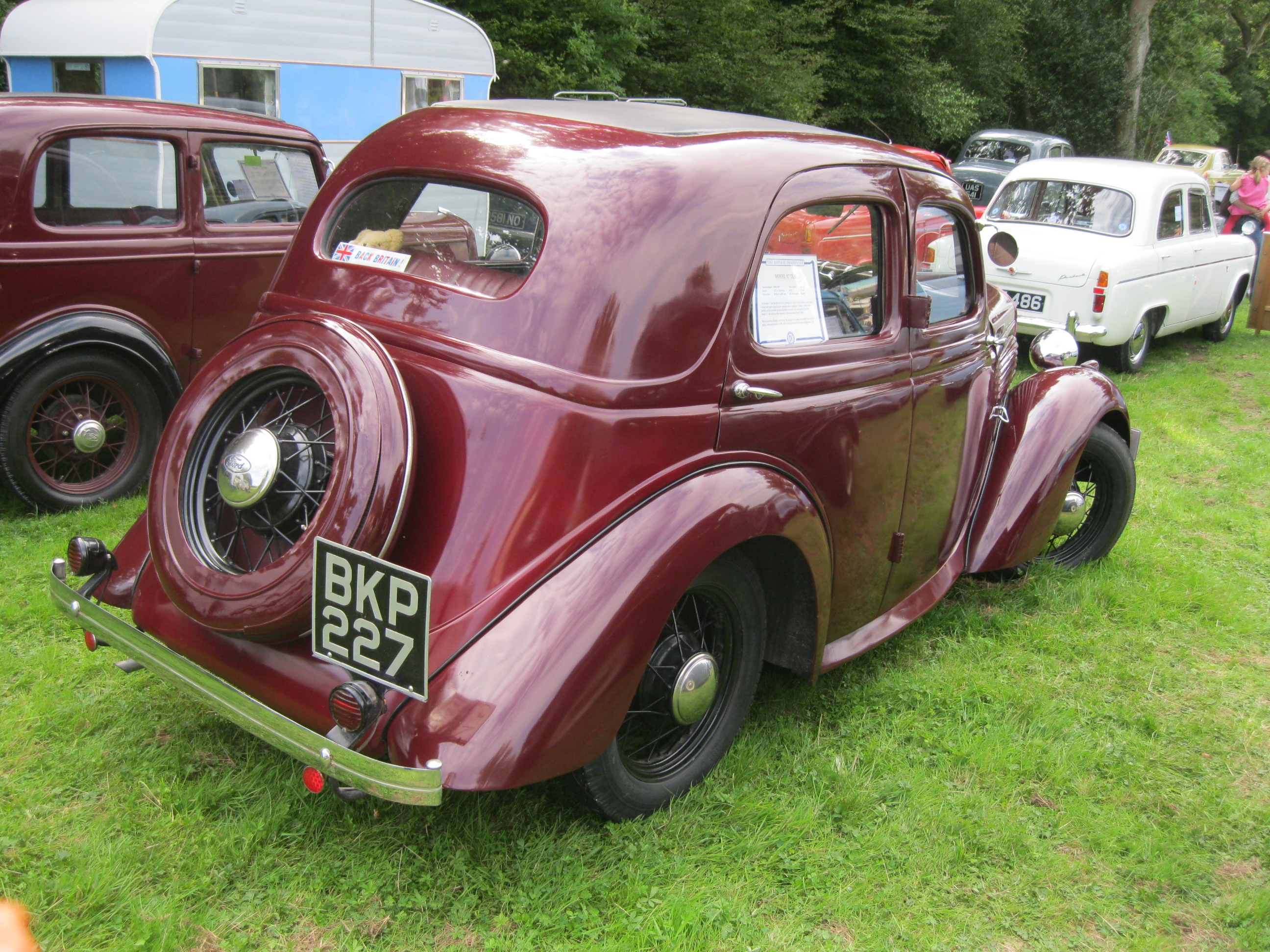
Ford Model C Junior - tył

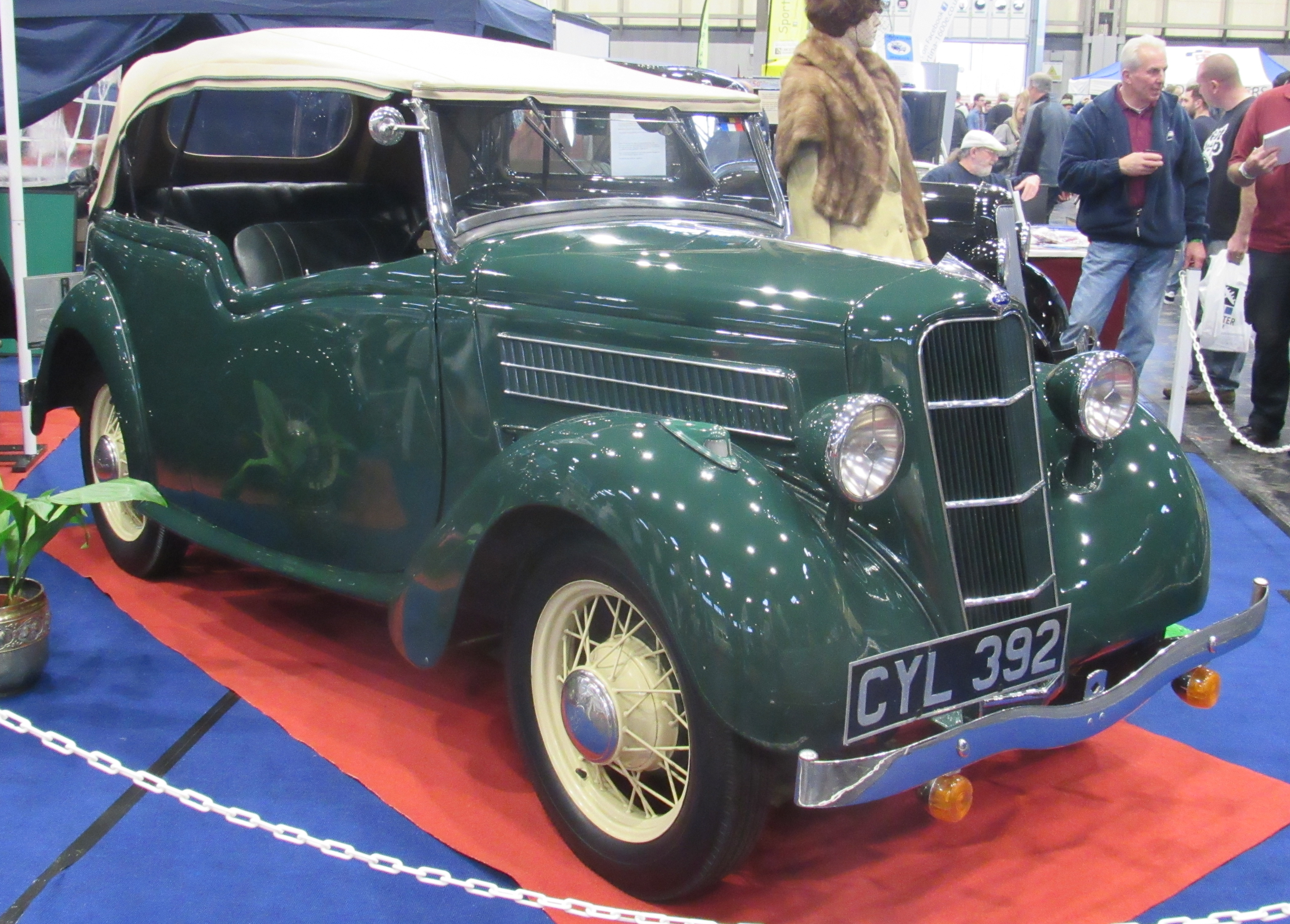
Ford Model C Ten

W 1934 roku brytyjski oddział Forda przedstawił nowy kompaktowy model pozycjonowany w lokalnej ofercie powyżej Modelu Y. Pierwszy człon nazwy, Model C, był już stosowany na początku XX wieku w Ameryce Północnej. Samochód wyróżniał się charakterystycznymi rozwiązaniami stylistycznymi dla przedwojennych samochodów Forda produkowanych w Europie.
Spokrewniony, lecz różniący się wizualnie model produkował także niemiecki oddział Forda w Kolonii pod nazwą Ford Eifel.

### Nazwy
W zależności od wariantu wyposażeniowego, Ford Model C produkowany był z różnymi członami nazwy - Model C Junior lub Model C Ten. Samochód produkowano zarówno w Wielkiej Brytanii i Hiszpanii.

### Silnik
- L4 1.2l Straight-4